# ویسکی به وفور! (فیلم)
ویسکی به وفور! (انگلیسی: Whisky Galore!) فیلمی در ژانر کمدی به کارگردانی الکساندر مکندریک است که در سال ۱۹۴۹ منتشر شد. از بازیگران آن می‌توان به جوآن گرینوود، گوردون جکسون، و جیمز رابرتسن جاستیس اشاره کرد. این فیلم بر اساس رمانی به همین نام اثر کامپتون مکنزی ساخته شده است.